# Wittenhagen
Wittenhagen es un municipio situado en el distrito de Pomerania Occidental-Rügen, en el estado federado de Mecklemburgo-Pomerania Occidental (Alemania), a una altitud de 10 metros. Su población a finales de 2016 era de 1200 habs. y su densidad poblacional, 25 hab/km².